# Вотли (Алабама)
Вотли (енгл. Whatley) насељено је место без административног статуса у америчкој савезној држави Алабама.

## Демографија
По попису из 2010. године број становника је 150.
| Група             | 2000.    | 2010.       |
| Белци             | 0 (0,0%) | 105 (70,0%) |
| Афроамериканци    | 0 (0,0%) | 40 (26,7%)  |
| Азијати           | 0 (0,0%) | 1 (0,7%)    |
| Хиспаноамериканци | 0 (0,0%) | 3 (2,0%)    |
| Укупно            | 0        | 150         |